# Hořovice
Hořovice (deutsch Horschowitz, Horowitz) ist eine Stadt in Mittelböhmen (Bezirk Beroun) in Tschechien.

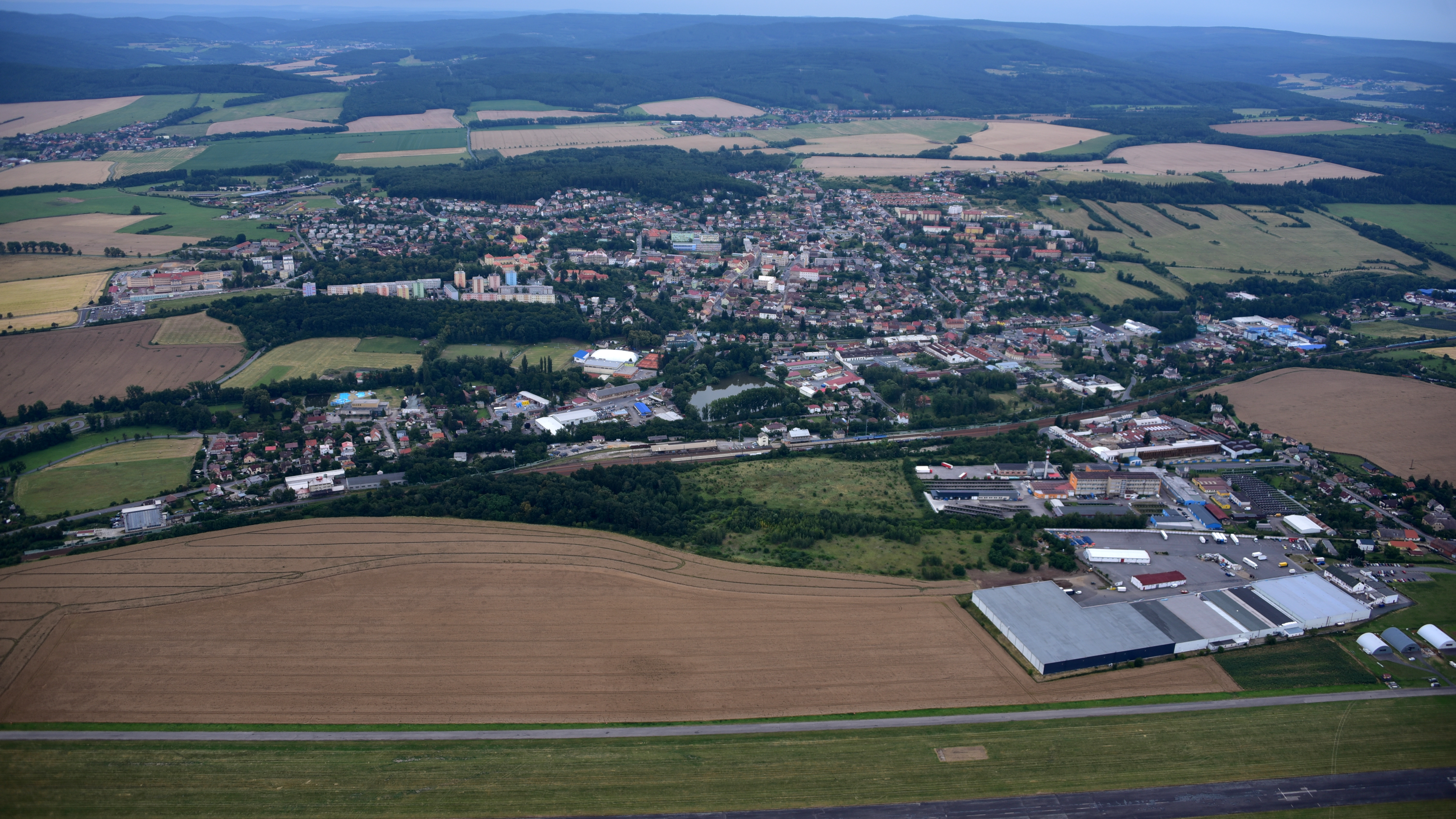
Hořovice, Luftaufnahme (2018)

## Geographie
Sie liegt an der natürlichen Grenze der Landschaftsgebiete Pürglitzer Wald (Křivoklátsko), des Böhmischen Karstes (Český kras) und dem Vorgebirge des Brdywaldes auf halber Strecke zwischen Prag und Pilsen. Südlich der Stadt erheben sich der Sibenicní kopec (Galgenberg) und der Dražovka (Drazkowka-Berg). Durch die Stadt fließt der Červený potok (Rote Bach), welcher bei Zdice in die Litavka mündet.

## Geschichte

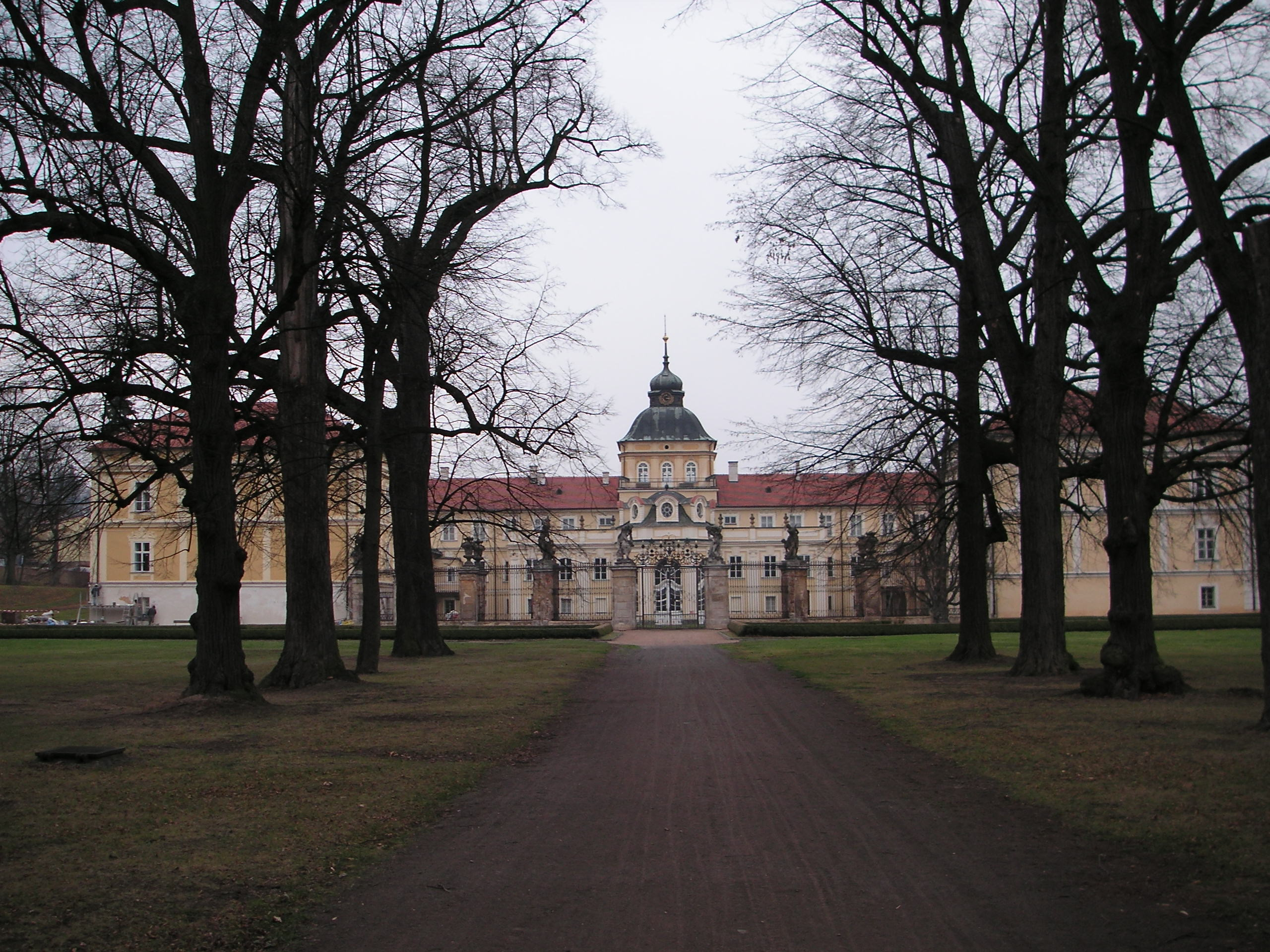
Neues Schloss

Nach Auswertung der archäologischen Funde begann die Besiedlung des heutigen Stadtgebietes im 10. Jahrhundert. An der Wende vom 13. zum 14. Jahrhundert wurde sie im Zusammenhang mit der Entstehung des Handelshofes wesentlich intensiviert. Dieser Handelshof wurde später zur gotischen Stadtburg umgebaut (das heutige Alte Schloss). Nach dieser Siedlung und dem Dorf Hořovice benannte sich das Geschlecht der Herren von Hořovice. Erstmals wurden mit diesem Titelzusatz Gebrüder Neostup und Habart im Jahre 1233 erwähnt.
1322 wurde Hořovice zur Stadt erhoben. Die ältere Burg und die Kirche blieben damals außerhalb der Stadtmauer.
1425 wurde die Stadt von den Pragern nach deren Belagerung von Schebrak und Totschnik in Brand gesteckt. 1430 überfielen diesmal die Taboriten unter Czert den Ort.
Ab Januar 1830 war Graf Eugen von Wrbna und Freudenthal Besitzer der Herrschaft Horschowitz und Ginetz, zu der auch die Güter Komorau, Bezdietitz und Waldek zählten. 1852 kaufte Kurfürst Friedrich Wilhelm I. von Hessen die Besitzungen um daraus einen Fideikommiss für seine nicht standesgemäße Frau, die Fürstin von Hanau, und die gemeinsamen Kinder zu schaffen.
Die Zweiteinteilung der Siedlungseinheit in die Stadt Hořovice und die Gemeinde Groß Wiska (Velká Víska) bestand bis in das 20. Jahrhundert fort. Erst im Jahre 1919 wurde Velká Víska in die Stadt Hořovice eingemeindet.
Bis 1960 war Hořovice der Sitz des Okres Hořovice.

## Bevölkerung
Die Stadt hat 6.695 Einwohner (31. Dezember 2007).
| Jahr          | 1848 | 1868 | 1970 | 1980 | 1991 | 2001 | 2003 |
| ------------- | ---- | ---- | ---- | ---- | ---- | ---- | ---- |
| Einwohnerzahl | 2784 | 2950 | 5675 | 5619 | 6395 | 6374 | 6431 |

## Stadtgliederung
Für die Stadt Hořovice sind keine Ortsteile ausgewiesen. Hořovice besteht aus den Katastralbezirken Hořovice und Velká Víska. Die zwölf Grundsiedlungseinheiten sind: Dražovka, Hořovice-historické jádro, Pod Dražovkou, Pod zámkem, Sídliště, Sklenářka, Šibeniční kopec, U cihelny, U Červeného potoka, U podlužské silnice, Višňovka und Zámek.

## Sehenswürdigkeiten
Die ältesten Gebäude sind neben den Überresten der alten Burg die Heilige Aegidius Kirche.
Bedeutendstes Baudenkmal ist das Schloss Hořovice, welches Anfang des 18. Jahrhunderts unter Fürst Johann Franz von Wrbna erbaut wurde. Im Jahr 1905 wurde das neue Rathaus errichtet.

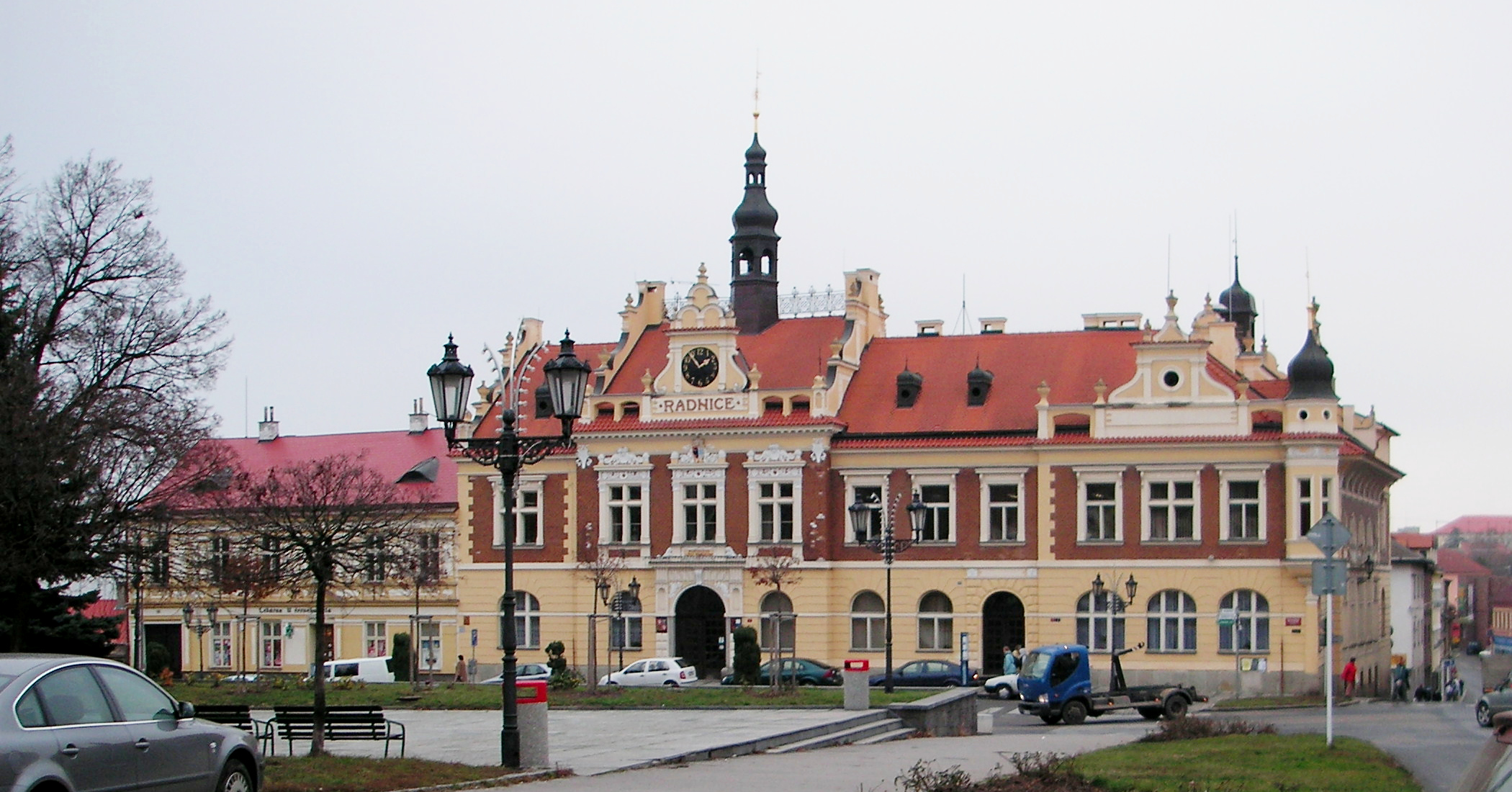
Rathaus

- Kirche der Heiligen Dreifaltigkeit (Stadtkirche erbaut 1684)
- Franziskanerkloster
- Loretto-Kapelle
- Schlosskapelle
- Ehemalige Synagoge, heute Kirche

## Wirtschaft und Verkehr

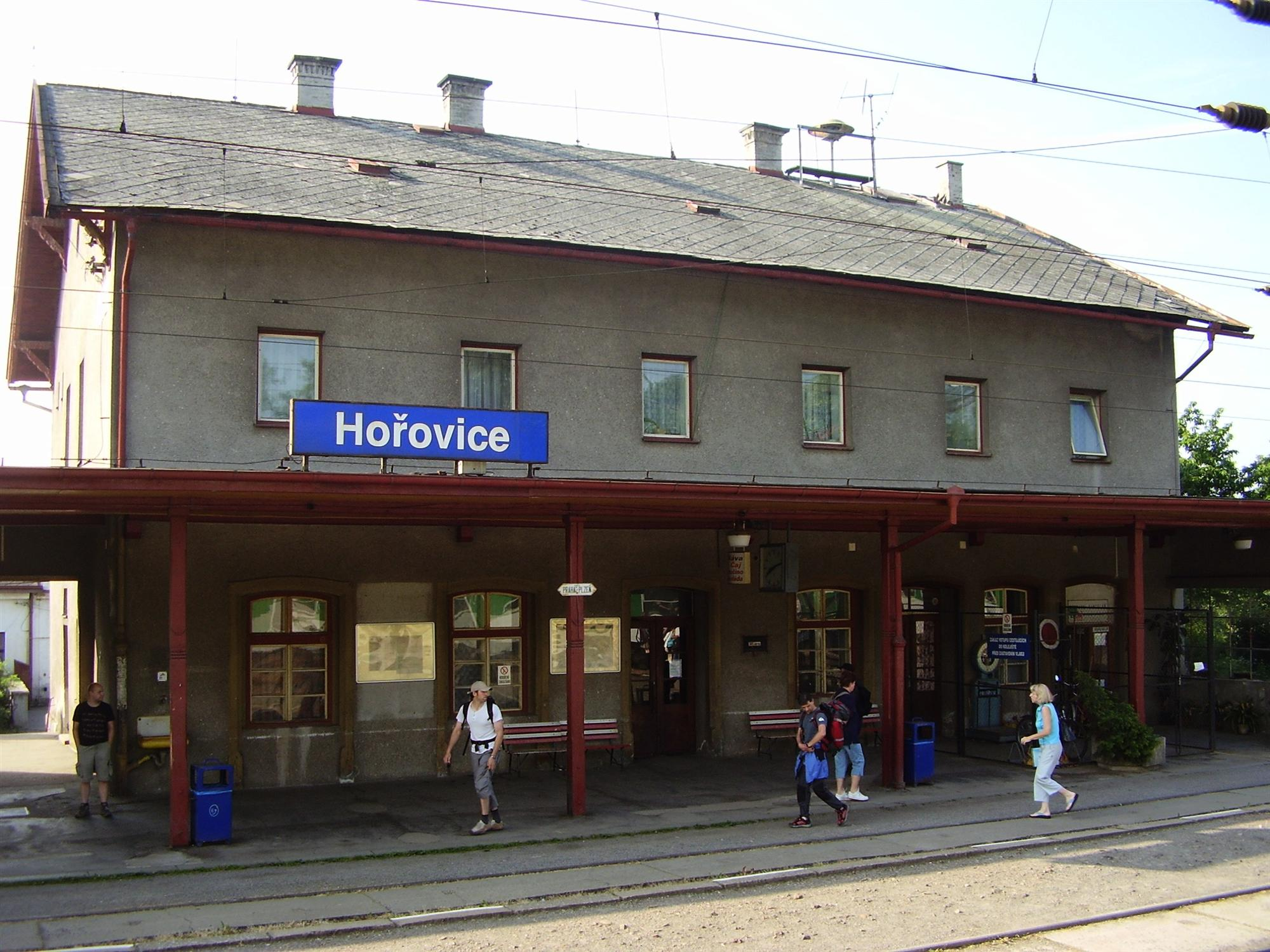
Bahnhof

Hořovice ist das Produktions-, Verwaltungs- und Kulturzentrum des Gebietes. Traditionell war hier vor allem die Eisengießerei und Metallverarbeitung vertreten. Außerdem gibt es eine Tradition des Musikinstrumentenbaus. Seit 1889 werden Akkordeons hergestellt, seit 1978 findet das Festival Hořovická Heligonka statt. 2001 wurde die Produktion von Akkordeons nach Asien verlagert, in Hořovice werden bis heute Gitarren und Bässe hergestellt, etwa der Marke Jolana.
Der Bahnhof Hořovice befindet sich an der Böhmischen Westbahn, der heutigen Bahnstrecke Praha–Plzeň. Neben dem Regionalverkehr halten hier auch die Schnellzüge von Prag über Pilsen nach Eger sowie die internationalen Verbindungen weiter nach Nürnberg oder München.
Oberhalb des Stadtzentrums gibt es einen Busbahnhof am Božena-Němcova-Platz.
Etwa 6 km entfernt verläuft die Autobahn von Pilsen nach Prag (Dálnice 5).

## Persönlichkeiten
- Elisabeth von Görlitz (1390–1451), Herzogin von Luxemburg
- Eugen Wenzel von Wrbna-Freudenthal (1728–1789), Obersthofmarschall
- Rudolph von Wrbna (1761–1823), Oberstkämmerer und Minister in Wien
- Karl Böhm von Böhmersheim (1827–1902), österreichischer Mediziner und Hochschullehrer
- Anton Nedved (1829–1896), Musikpädagoge in Laibach/Ljubljana
- Josef Labor (1842–1924), österreichischer Komponist und Pianist
- Jaroslav Panuška (1872–1958), Maler
- Rudolf Hönigschmid (1876–1967), Kunsthistoriker, Landeskonservator, Hochschullehrer und Autor
- Karl Tschuppik (1876–1937), Journalist
- Karel Sezima (1876–1949), Schriftsteller
- Otto Hönigschmid (1878–1945), Chemiker
- František Josef Prokop (1901–1973), Schachkomponist und Schachspieler
- Miloslav Troup (1917–1993), Maler, Grafiker und Illustrator
- Karel Štorkán (1923–2007), Schriftsteller
- Stanislav Konopásek (1923–2008), Eishockeyspieler
- Jiří Fischer (* 1980), Eishockeyspieler
- Petr Koukal (* 1985), Badmintonspieler
- Jesika Malečková (* 1994), Tennisspielerin
- Marie-Sára Štochlová (* 1999), Beachvolleyballspielerin

Vor Ort wirkten
- Josel von Rosheim (1476–1554), jüdischer Advokat
- Herbert Pernice (1832–1875), Jurist
- Wilhelm von Hanau-Hořovice (1836–1902)
- Philipp von Hanau-Hořovice (1844–1914)

Siehe auch:  Fürsten von Hanau und Hořovice